# Кастова система серед християн Південної Азії
Кастова система серед християн Південної Азії часто відображає розшарування за сектами, місцем розташування та кастою їхніх попередників. Існують докази того, що християни мають мобільність у межах своїх відповідних каст. Але в деяких випадках соціальна інерція, спричинена їхніми старими традиціями та упередженнями щодо інших каст, залишається, внаслідок чого кастова система певною мірою зберігається серед християн Південної Азії. Християнські священики, черниці, далити та подібні групи є в Індії, Пакистані, Бангладеш і Непалі.

## Регіони

### Керала (Малабарське узбережжя)
Християни Святого Томи та Кнаная в Кералі належать до різних конфесій. Змішані шлюби між різними етнічними групами зустрічаються рідко. Християни Святого Томи в Кералі, що складаються з Маланкарської православної сирійської церкви , Якобітської сирійської християнської церкви, Англіканських сирійських християн, Сирійської церкви Мар Тома, Християни-п'ятидесятники святого Томи, Євангельська церква Святого Томи Індії, Малабарська незалежна сирійська церкви, Сиро-Малабарська Церква, Сиро-саланкарська католицька церква, Халдейська сирійська церква та ендогамна субкаста Кнаная складають приблизно 4 % християн у штаті. Християни-п'ятидесятники святого Томи — це етнічні християни святого Томи (насрані), які належать до різних п'ятидесятницьких і незалежних неохаризматичних церков.
Християни Даліт і Надар разом складають 2,6 % християнської громади.
У колоніальний період багато представників нижчих каст були навернені до християнства європейськими місіонерами, але новонаверненим не дозволялося приєднуватися до християнської громади Святого Томи, і вони продовжували вважатися недоторканними навіть сирійськими християнами. Однак, завдяки євангелізаційним місіям сирійських християнських церков, починаючи з кінця ХІХ століття, значна частина населення нижчих каст (в деяких випадках навіть за межами Керали) є частиною деяких сирійських християнських церков, таких як церква Мар Тома і Англіканських сирійських християн. Християни святого Томи стверджують, що вони отримали статус у кастовій системі з традиції, що вони були елітою, яку проповідував апостол Тома. Ананд Амаладасс каже, що «сирійські християни протягом століть входили в індійське кастове суспільство, і індуси вважали їх кастою, що займає високе місце в їхній кастовій ієрархії». Християни святого Томи дотримувалися тих же кастових правил і правил забруднення, що й індуїсти, і їх вважали нейтралізаторами забруднення. Раджендра Прасад, індійський історик, сказав, що сирійські християни приймали ритуальні ванни після фізичного контакту з нижчими кастами.

### Гоа (Конкан) і Канара
У португальських Бомбеї та Бассейні, португальських Гоа та Дамаоні та інших володіннях португальських індійців після завоювання Гоа португальцями з 1510 року католицькі місіонери перевернули цілі села. Під час хрещення португальське духовенство нав'язувало новонаверненим португальські прізвища, щоб було важко легко дізнатися їх первинну касту. Серед навернених португальська влада придушувала недоторканність і намагалася об'єднати їх в єдине ціле.
Однак навернені індуїсти зберегли різницю свого кастового статусу на основі батьківського походження від їх попередньої кастової приналежності. Новонавернених об'єднали в нові католицькі касти. Усі підкасти брахманів (брахмани Гоуд Сарасват, пад'єси, дайвадняси), золотарі та навіть деякі багаті торговці були об'єднані в християнську касту бамоннів (конкані: брахмани). Навернені з каст кшатріїв і вайш'їв вані об'єдналися разом як чардо (кшатрії), а ті вайшії, які не стали чардо, утворили нову касту гауддо. Навернені з усіх нижчих каст, а також попередні групи далитів і адівасі були об'єднані в судіри, що еквівалентно шудрам. Через інквізицію Гоа наверненим у християнство також не дозволялося практикувати свої кастові індуїстські звичаї.

### Регіон Пенджабіпояс гінді
У північних частинах колоніальної Індії були хвилі навернення до християнства серед Чухра та Чамар у провінції Пенджаб та об'єднаних провінціях Агра та Оуд; таким чином вони стали відомі як християни-даліти. Субкасти чухра, які зустрічаються в Пакистані та Індії, включають сахотра, ґілл, кхохар, матту, бгатті та інші субкасти.
У Біхарі епохи Великих Моголів відбулося багато навернень з різних аристократичних каст, і християнська громада Беттії є нащадками цих навернених.

### Сінд
У провінції Сінд християни нижчих каст часто стають жертвами примусових шлюбів.

### Таміл Наду
Більшість християн у штаті походять з надарів, муккуварів, удаварів (каст) та аді дравидарів. Масове навернення параварів датується португальською епохою і конфліктом за перлове узбережжя між параварами і арабами в XV столітті нашої ери. Паравари «масово» прийняли християнство і стали підданими португальського короля. Надання Надару християнства датується британською колоніальною епохою у XVIII столітті. Першим, хто ініціював навернення, був німецький місіонер преподобний Рінгельтаубе в селі Мілауді, який побудував багато церков і шкіл в районі Каньякумарі. Пізніше в ХІХ столітті християнство прийняли касти веллаларів, удайярів і касти графіків. Згуртованість джатіс серед кастових християн (наприклад, паравів) і сила кастового лідерства відзначаються вченими як набагато сильніші, ніж у порівнянних переважно індуїстських кастах Тамілнаду. Християни Таміл Наду називають себе РК (римо-католицький) паравар, ЖК надар, КСІ Надарі т. д., тобто вони використовують поєднання церковної та індуїстської кастової назви. Роберт Л. Хардгрейв, професор гуманітарних наук, у своїй праці «Надари Тамілнаду…» зазначає, що християнин-надар вступить у шлюбний союз з індуїстом-надаром, але ніколи з християнином іншої касти, і що вони будуть обідати зі своїми братами-індуїстами, але ніколи з людиною своєї віри, яка стоїть нижче за них у соціальному статусі. За словами місцевого пастора, «каста тримається на людях так само міцно, як і їхня шкіра. Кров касти була густішою за дух релігії».

### Непал
У Непалі християни часто укладають канонічні міжконфесійні шлюби з представниками однієї касти.

## Відповідно до закону
Індійське законодавство не передбачає пільг для запланованих кастових християн. Християни виступають за такі ж права, надані кастам індуїстів, буддистів і сикхів. Незважаючи на те, що активісти стверджують, що християни — це суспільство без каст, дискримінація не зникає так легко, і даліти прагнуть рівних прав незалежно від релігії, яку вони сповідують.
Деякі християни також виступають проти запропонованого ярлика «християнські заплановані касти», тому що вони відчувають, що їх ідентичність може бути асимільована. Пастор Салім Шаріф з Церкви Північної Індії зазначає: «Ми стаємо іншим класом і кастою».

## Кастова дискримінація серед християн

### Критика
Багато католиків виступили проти дискримінації їх з боку членів католицької церкви. Далітська активістка з псевдонімом Бама Фаустина написала книги, в яких критикує дискримінацію з боку черниць і священиків у церквах Південної Індії. Під час візитів ad limina єпископів Індії у 2003 році Папа Іван Павло II критикував кастову дискримінацію в католицькій церкві в Індії, звертаючись до єпископів церковних провінцій Мадрас-Мілапор, Мадурай і Пондічеррі-Куддалор, трьох архієпископів Тамілнаду. Далі він сказав: «Церква зобов'язана невпинно працювати над зміною сердець, допомагаючи всім людям бачити кожну людину дитиною Бога, братом або сестрою Христа, а отже, членом нашої родини».

### Християни далити
Відбулося масове навернення індуїстів нижчих каст у християнство та іслам, щоб уникнути дискримінації. Основними групами далитів, які брали участь у цих наверненнях, були чухра з Пенджабу, чамари з Північної Індії (Уттар-Прадеш, Біхар і Мадх'я-Прадеш), ванкари з Гуджарату, аді-дравіда (Параян, Пулайяр, Валлувар, Коліяр, Паллан) з Таміл Наду та Пулаї Керали. Вони вірили, що «християнство є справжньою релігією; бажання захисту від гнобителів і, по можливості, матеріальної допомоги; прагнення до освіти для своїх дітей; і знання, що ті, хто стали християнами, покращилися». Християнство вважалося егалітарним і могло забезпечити мобільність від касти. Навіть після навернення в деяких випадках далити зазнавали дискримінації через «залишкову» практику кастової дискримінації їхніх попередніх традицій. Це пояснюється переважаючим індуїстським суспільством, у якому вони жили. Іноді єдиною помітною зміною була їхня особиста релігійна ідентичність. У багатьох випадках їх все ще називали за іменами індуїстської касти. Приклади включають пулаїв у Кералі, Аді Дравіда Парайян у Таміл Наду та Мадігас в Андхра-Прадеш, які зазнають дискримінації з боку представників будь-якого релігійного походження.
Першими людьми, наверненими єзуїтами з Мадурської місії до християнства, були члени надарів, мараварів і палларів. Кастові професії далитів також демонструють чітку сегрегацію, яка збереглася навіть після того, як вони стали християнами. Вважається, що професійні моделі (включаючи збирання сміття вручну), поширені серед християн-далітів у північно-західній Індії, досить подібні до індуїстів-далітів. Професійна дискримінація для християн-далітів заходить настільки далеко, що обмежує не тільки працевлаштування, але в деяких випадках і чисту санітарію та воду. Міжкастові шлюби серед християн також не прийняті. Наприклад, сирійські християни в Кералі не одружуються з християнами-далітами. Навіть змішані шлюби між Беймонами та Шудрами в Гоа досить рідкісні. Іноді шлюбу з індуїстом вищого класу надають перевагу шлюбу з християнином-далітом. Дискримінація християн-далітів також залишалася у взаємодії та манерах між кастами. Наприклад, у попередні дні «християни нижчої касти» повинні були закривати рота, коли розмовляли з сирійським християнином. Навіть після навернення певною мірою залишилися сегрегація, обмеження, ієрархія та градуована ритуальна чистота. Дані показують, що існує більше дискримінації та менша класова мобільність серед людей, які живуть у сільській місцевості, де поширеність кастової дискримінації є вищою серед людей з будь-яким релігійним походженням.
У багатьох випадках церкви називали далитів «новими християнами». Вважається, що це принизливий термін, який класифікує християн далитів як людей, на яких інші християни ставляться зневажливо. У перші дні християнства в деяких церквах на півдні Індії далити або мали окремі сидіння, або мусили відвідувати месу ззовні. Кажуть також, що християни-даліти в деяких місцях дуже мало представлені серед духовенства.